# WWF In Your House (videogioco)
WWF in Your House è un videogioco di tipo picchiaduro sul wrestling professionistico uscito nel 1996 per le console PlayStation e Sega Saturn, e nel 1997 per MS-DOS.  Pubblicato da Acclaim Entertainment, prende il nome dalla omonima pay-per-view della World Wresting Federation.
Essenzialmente un seguito di WWF WrestleMania: The Arcade Game, precede a sua volta il capitolo WWF War Zone, uscito nel 1998.
Come il predecessore, WWF in Your House non è un gioco di wrestling in senso normale ma è fortemente influenzato dai picchiaduro come Mortal Kombat. Utilizza infatti sprite digitalizzati dei vari lottatori e mette a disposizione mosse speciali eseguite prima del pin finale.
Invece delle tipiche arene del wrestling, WWF in Your House propone per ogni wrestler uno stage personalizzato come per esempio lo Shawn Michaels' Club, lo Stu Hart's Dungeon e la Undertaker's Crypt.
Nel gioco il commento è fornito da Vince McMahon e da Mr. Perfect.

## Personaggi
- The British Bulldog
- Goldust
- Bret Hart
- Owen Hart
- Hunter Hearst Helmsley
- Ahmed Johnson
- Shawn Michaels
- The Ultimate Warrior
- The Undertaker
- Vader